# Agnes Browne
Agnes Browne es una comedia romántica de 1999 dirigida, producida y protagonizada por Anjelica Huston, basada en la novela The Mammy de Brendan O'Carroll.

## Plot
En 1967 en Dublín, la inesperada muerte del esposo de Agnes Browne envía a su familia, compuesta por siete niños de entre dos y catorce años, a una agitación emocional y una crisis financiera. Se ve obligada a pedir prestado dinero de un despiadado prestamista llamado Sr. Billy para llegar a fin de mes. Enfrenta su triste existencia vendiendo frutas y verduras en un mercado al aire libre con sede en Dublín Moore Street, donde pasa tiempo con su mejor amiga Marion, quien demuestra ser una gran fuente de aliento en sus dificultades.
Deseando escapar de sus problemas, aunque solo sea por un corto tiempo, Agnes sueña con encontrar suficiente dinero para asistir a un próximo concierto  Tom Jones. El sueño de Agnes se hace realidad cuando Marion compra en secreto dos boletos y se los da. Agnes también acepta la oferta de una cita con un panadero  francés llamado Pierre. Sus hijos juntan su dinero y le compran un vestido nuevo para la cita. Marion pronto descubre un bulto siniestro en su seno, que demuestra ser maligno.
Finalmente, la familia tiene que enfrentar al prestamista. El Sr. Billy le advierte a Agnes que tiene hasta Navidad para devolverle el dinero o le quitará los muebles a su casa. El día de Navidad, Agnes recibe una carta que indica que puede recoger el dinero del hotel donde trabajaba su esposo. Ella detiene al Sr. Billy y envía a sus hijos al hotel, donde se encuentran con Tom Jones y le cuentan su historia. Tom luego visita a Agnes en su casa, la ayuda a pagarle al Sr. Billy y la lleva a ella y a sus hijos (¡incluido el perro!) A su concierto, en su automóvil. En el concierto, Tom Jones dedica su canción "She's a Lady" a Agnes.

## Reparto
- Anjelica Huston como Agnes Brown
- Marion O'Dwyer como Marion Monks
- Ray Winstone como Mr. Billy
- Arno Chevrier como Pierre
- Niall O'Shea como Mark Browne
- Ciaran Owens como Frankie Browne
- Roxanna Williams como Cathy Browne
- Carl Power como Simon Browne
- Mark Power como Dermot Browne
- Gareth O'Connor como Rory Browne
- James Lappin como Trevor Browne
- Tom Jones como él mismo
- Gerard McSorley como Mr. Aherne
- Kate O'Toole como hermana mayor de Magdalen
- Jennifer Gibney como Winnie the Mackerel
- Brendan O'Carroll como Seamus, el borracho

## Acogida de público y crítica
"Agnes Browne" no fue bien recibida en los Estados Unidos. Franz Lidz, writing in The New York Times, called it a "flimsy whimsy" and chided Roger Ebert for liking it. William Arnold sintió que el final trivializaba la historia, dejando a la audiencia "con la incómoda sensación de que acabamos de ver un episodio de una comedia de televisión de la época". El crítico de "The New York Times", Stephen Holden, encontró que "nada más que una serie de sketches hogareños entretejidos en un retrato de un santo de la clase trabajadora."
La película tuvo una mejor recepción en Europa, ganando el Premio del Jurado Juvenil en el 1999 Festival Internacional de Cine de San Sebastián. También recibió una nominación al Gran Premio en el Festival Internacional de Cine de Gante el mismo año.

## Legacy
The Mammy  fue seguido por dos libros adicionales:  The Chiselers  y  The Granny . Más tarde se publicó un libro sobre los primeros años de la vida de Agnes Brown, "The Young Wan". Sin embargo, estos no se convirtieron en películas. Brendan O'Carroll ha tenido su propio éxito con la familia Brown en  Sra. Brown's Boys , tanto en el escenario del teatro como en la televisión.